# Жерар Ньянуан
Амуку́ Жера́р Ньянуа́н (фр. Gérard Gnanhouan; нар. 12 лютого 1979, Адзопе, Кот-д'Івуар) — колишній івуарійський футболіст,  воротар. Виступав за збірну Кот-д'Івуару.

## Титули і досягнення
- Володар Кубка французької ліги (1):

«Сошо»: 2003-04
- Чемпіон Європи (U-18): 1997
- Срібний призер Кубка африканських націй: 2006, 2012